# Droga I/64 (Słowacja)
Droga krajowa 64 (słow. Cesta I/64) – droga krajowa I kategorii prowadząca południkowo przez Słowację. Trasa zaczyna się na dawnym przejściu granicznym z Węgrami i prowadzi w kierunku północnym przez Nitrę, Topolczany i Prievidzę do Żyliny. Trasa na całej długości jest arterią jedno-jezdniową. W rejonie Prievidza biegnie wspólnym śladem z drogą nr 9 oraz z drogą ekspresową R2. Ostatni odcinek trasy biegnie przez Małą Fatrę. Trasa nr 64 jest jedną z najdłuższych dróg krajowych Słowacji.